# Benuza
Benuza település Spanyolországban, León tartományban. Lakosainak száma 442 fő (2024).

## Földrajza
Benuza Puente de Domingo Flórez, Borrenes, Priaranza del Bierzo, Ponferrada, Castrillo de Cabrera, Encinedo és Carballeda de Valdeorras községekkel határos.

## Népesség
A település lakosságának változását az alábbi diagram mutatja:
| Lakosok száma | 837  | 738  | 697  | 639  | 549  | 515  | 487  | 530  | 464  | 442  |
|               | 2001 | 2004 | 2007 | 2009 | 2012 | 2014 | 2017 | 2019 | 2022 | 2024 |